# AG2R La Mondiale/2009
Deze pagina geeft een overzicht van de wielerploeg AG2R-La Mondiale in  2009.

## Algemeen
Sponsors: AG2R verzekeringen, La Mondiale verzekeringen
Algemeen manager: Vincent Lavenu
Ploegleiders: Laurent Biondi, Julien Jurdie, Artūras Kasputis, Gilles Mas
Fietsmerk: BH
Materiaal en banden: FSA, Campagnolo, Michelin

## Renners
| Naam                | Geboortedatum | Nationaliteit | Ploeg 2008            |
| ------------------- | ------------- | ------------- | --------------------- |
| José Luis Arrieta   | 15-06-1971    | Spanje        |                       |
| Guillaume Bonnafond | 23-06-1987    | Frankrijk     | beloften              |
| Cyril Dessel        | 29-11-1974    | Frankrijk     |                       |
| Renaud Dion         | 06-01-1978    | Frankrijk     |                       |
| Hubert Dupont       | 13-11-1980    | Frankrijk     |                       |
| Martin Elmiger      | 23-09-1978    | Zwitserland   |                       |
| John Gadret         | 22-04-1979    | Frankrijk     |                       |
| Stéphane Goubert    | 13-03-1970    | Frankrijk     |                       |
| Sébastien Hinault   | 11-02-1974    | Frankrijk     | Crédit Agricole       |
| Aleksandr Jefimkin  | 02-12-1981    | Rusland       | Quick-Step-Innergetic |
| Vladimir Jefimkin   | 02-12-1981    | Rusland       |                       |
| Blel Kadri          | 03-09-1986    | Frankrijk     | beloften              |
| Tanel Kangert       | 11-03-1987    | Estland       |                       |
| Joeri Krivtsov      | 07-02-1979    | Oekraïne      |                       |
| Julien Loubet       | 11-01-1985    | Frankrijk     |                       |
| René Mandri         | 20-01-1984    | Estland       |                       |
| Lloyd Mondory       | 26-04-1982    | Frankrijk     |                       |
| Rinaldo Nocentini   | 25-09-1977    | Italië        |                       |
| Cédric Pineau       | 08-05-1985    | Frankrijk     |                       |
| Alexandr Pljoesjin  | 13-01-1987    | Moldavië      |                       |
| Stéphane Poulhies   | 26-06-1985    | Frankrijk     |                       |
| Christophe Riblon   | 17-01-1981    | Frankrijk     |                       |
| Nicolas Roche       | 03-07-1984    | Ierland       | Crédit Agricole       |
| Nicolas Rousseau    | 16-03-1983    | Frankrijk     |                       |
| Jean-Charles Sénac  | 23-05-1985    | Frankrijk     |                       |
| Blaise Sonnery      | 21-03-1985    | Frankrijk     |                       |
| Gatis Smukulis      | 15-04-1987    | Letland       | beloften              |
| Ludovic Turpin      | 22-03-1975    | Frankrijk     |                       |
| Tadej Valjavec      | 14-03-1977    | Slovenië      |                       |

## Belangrijke overwinningen
| Ronde van Californië 7e etappe: Rinaldo Nocentini Route du Sud 1e etappe: Nicolas Rousseau 3e etappe: Christophe Riblon | Nationale kampioenschappen Ierland: wegwedstrijd: Nicolas Roche Ronde van de Ain 3e etappe, deel A: Ludovic Turpin |  |

2000 · 2001 · 2002 · 2003 · 2004 · 2005 · 2006 · 2007 · 2008 · 2009 · 2010 · 2011 · 2012 · 2013 · 2014 · 2015 · 2016 · 2017 · 2018 · 2019 · 2020 · 2021 · 2022 · 2023 · 2024 · 2025
AG2R-La Mondiale · Astana · Bbox-Bouygues Telecom/2009 · Caisse d'Epargne · Cofidis · Team Columbia · Team CSC Saxo Bank · Euskaltel-Euskadi · Française des Jeux · Fuji-Servetto · Garmin-Chipotle · Katjoesja · Lampre-NGC · Liquigas · Team Milram · Quick·Step · Rabobank · Silence-Lotto